# Сингх, Шер
Шер Сингх (англ. Maharaja Sher Singh; 4 декабря 1807, Батала, Сикхское государство — 15 сентября 1843, Лахор, Сикхское государство) — 4-й махараджа Сикхского государства в Пенджабе (1841—1843), один из сыновей махараджи Ранджита Сингха, основателя Сикхского государства.
В 1820 году махараджа Ранджит Сингх пожаловал ему привилегию сидеть в Дарбаре и наградил гражданскими и военными почестями. С 1831 по 1834 год он был губернатором Кашмира, а в 1834 году командовал войсками, захватившими Пешавар у афганцев.

## Рождение
Родился 4 декабря 1807 года в Батале (ныне округ Гурдаспур штат Пенджаб) и был одним из восьми сыновей Ранджита Сингха (1780—1839), 1-го махараджи Пенджаба (1801—1839). Его матерью была Махарани Мехтаб Каур (1782—1813), которая также была матерью принца Тары Сингха (1807—1859). 

## Правление

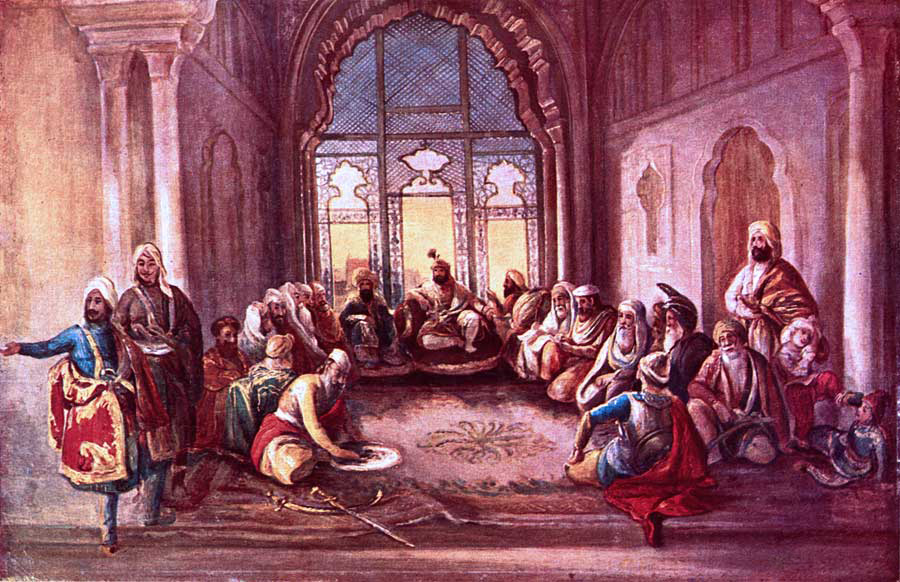
Махараджа Шер Сингх (1807—1843) восседал в присутствии своего совета в Лахорском форте

Шер Сингх стал махараджей Пенджаба 27 января 1841 года после внезапной смерти Нау Нихала Сингха, которая была вызвана, как некоторые говорят, преднамеренно, когда он возвращался с кремации своего отца. Шер Сингх был сводным братом отца Нау Нихала Сингха, махараджи Пенджаба Кхарака Сингха (1839).
Провозглашенный махараджей своим вазиром (премьер-министром) Дхианом Сингхом Догрой (1796—1843), он занял трон после длительной осады крепости Лахор, которую держала королевская семья. Тысячи людей погибли в осаде.
Шер Сингх был убит, когда он потянулся за новым ружьем, который держал Аджит Сингх Сандхавалия, нажавший на курок. Шер Сингх успел только произнести: «какое предательство!» Сандхавалия также убил Дхиана Сингха. Считалось, что Сандхавалия тоже имел виды на императорский престол.

## Наследие
Его дворец сдан в аренду христианскому колледжу Баринг Юнион.

## Жены и дети
У Шер Сингха было четыре жены и три сына:
- 1-я жена с 1819 года Деса Каур Накаи (? — 1821, Лахор), дочь Сардара Мохара Сингха Накаи. Первый брак оказался бездетным.
- 2-я жена с 1822 года Махарани Прем Каур Май Сахиба (1809—1874, Лахор), дочь Хари Сингха. Дети от второго брака:
  -  Канвар Пратап Сингх Бахадур  (1831—1843), наследник трона с 1841 года.
- 3-я жена с 1825 года Махарани Биби Пратап Каур Сахиба (? — 23 августа 1857, Лахор), старшая дочь генерала Сардара Джагата Сингха Бара из Кот-Капуры. Дети от третьей жены:
  -  Канвар Дева Сингх Бахадур  (1838—1874)
- 4-я жена с 1842 года Махарани Дакно Каур Май Сахиба (? — после 1890), дочь Чанга заминдара из Джуджиана, округ Кангра. Дети от четвертой жены:
  -  Шахдео Сингх Бахадур  (1844 — ?).